# Spiel auf Sieg
Spiel auf Sieg (im Original Glory Road) ist ein US-amerikanisches Filmdrama von James Gartner aus dem Jahr 2006. Das Drehbuch basiert auf einer wahren Begebenheit im Jahre 1966. Die Uraufführung fand in Deutschland am 6. April 2006 statt.

## Handlung
1966 ist Don Haskins Basketballcoach am Texas Western College in El Paso. Das Budget für das Team ist sehr begrenzt, so dass man kaum Spieler mit einem Stipendium verpflichten kann. Haskins plant, die besten Spieler im Land zu finden, um ein schlagkräftiges Team für die Landesmeisterschaft aufzubauen. Einige der Spieler, die Haskins und sein Co-Trainer anwerben, kommen aus entfernten Gegenden wie Indiana, Michigan und New York. Die meisten sind zwar talentiert, aber in der Mehrzahl Straßenspieler, die Schwierigkeit mit der Verteidigung und der Ballkontrolle haben. Letztendlich besteht das Team der Texas Western Miners aus sieben schwarzen und fünf weißen Spielern. Die Verantwortlichen der Universität sind nicht begeistert über den hohen Anteil schwarzer Spieler, doch Haskins ignoriert das und beginnt mit einem harten Aufbautraining. Er will aus den Sportlern eine homogene Truppe machen, die ein gemeinsames Ziel verfolgen. Zudem muss er den Spielern ihre Trips über die nahe mexikanische Grenze ausreden. Dazu kommt noch, dass der Spielführer Herzprobleme hat und bei jedem Spiel in Lebensgefahr schwebt.
Mit drei schwarzen und zwei weißen Spielern beginnt Haskins die Spiele. Nach den Auftaktsiegen erkennt er, dass er gerade seinen schwarzen Spielern mehr Freiraum auf dem Spielfeld einräumen muss. Das Spiel der Mannschaft wird immer artistischer, es gibt Slam Dunks und ein überaus kreatives Passspiel. Je mehr rassistische Äußerungen die Mannschaft wahrnimmt, desto furioser spielt und gewinnt sie. Der Hass auf die schwarzen Spieler zeigt sich schon bald: Haskins Familie wird bedroht, ein Spieler wird auf der Straße niedergeschlagen, während eines Spiels wird das Motelzimmer der Mannschaft verwüstet. Die schwarzen Spieler verlieren ihren Enthusiasmus, das letzte Saisonspiel geht verloren. Die Miners verpassen das Erreichen einer „perfekten Saison“ und beenden die Saison 1965/66 mit einem Rekord von 23:1 Siegen, womit sie sich für die NCAA Division I Basketball Championship qualifizieren.
Nach Siegen in den ersten beiden Runden kommt es zum Regionalfinale Mittelwesten gegen die Universität von Kansas. Das Match verläuft nicht gut, Center David begeht zu viele Fouls. Doch in der Verlängerung kann der weiße Jerry den gegnerischen Starspieler zu einem Fehler verleiten, woraufhin Texas mit 81:80 gewinnt. Nun ist die Mannschaft für das Finale der NCAA qualifiziert. Dort treffen sie auf den Favoriten Kentucky, die von der Trainerlegende Adolph Rupp geführt wird. Rupp, der in seiner Mannschaft, den Kentucky Wildcats, nur Weiße hat, glaubt, die Gegner haben keine Chance. Haskins führt am Vorabend des Finales seine Mannschaft in die leere Halle. Er eröffnet ihnen, dass er mit einer rein schwarzen Mannschaft beginnen wolle. Die beiden übrigen schwarzen Spieler sollen nach und nach ins Team hineinrotieren. Die Mannschaft ist überrascht, der beste Spieler der Weißen akzeptiert die Entscheidung als richtig.
Schon nach wenigen Minuten des Spiels muss Mannschaftskapitän Harry Flournoy mit einer Fußverletzung passen. Das Spiel ist sehr eng, doch mit einer glänzenden Verteidigung und schnellen Kontern in der zweiten Halbzeit kann Texas das Finale mit 72:65 gewinnen. Die Spieler fliegen nach dem Match zurück nach El Paso, wo sie gefeiert werden.

## Kritiken
„Nach den vertrauten Regeln des Sportfilm-Genres konventionell inszeniert, schlägt der Film aus der Tatsache, dass er die authentische Geschichte der ersten gemischtrassigen Mannschaft der USA erzählt, kaum Kapital. Statt eine politisch-historische Einschätzung einzubeziehen, setzt er ausschließlich auf Emotionen, Bombast und Action, was vor allem Nicht-Fans des Basketball-Sports mitunter ermüdet.“

„Werbefilmer James Gartner legte in seinem Leinwanddebüt von der Farbwahl bis zum Motown-Soundtrack viel Wert auf Sixties-Authentizität. Trotzdem nervt der Film mit ‚Schweiß, Blut und Tränen‘-Reden sowie allzu vielen Sportfilm-Klischees.“

„Der [Film] ist zwar recht schön verfilmt, aber zu pathetisch und plakativ gehandhabt und recht schnell wieder aus dem Filmgedächtnis verschwunden.“

„Angetrieben durch seinen Erfolg mit Gegen jede Regel setzte [Jerry Bruckheimer] einen Neuling auf den Regiestuhl und platzierte vornehmlich junge, unverbrauchte Gesichter vor die Kamera. Während die Geschichte jedoch durchaus zu einem packenden Leinwanddrama gereicht hätte, hebt sich die Adaption selten über das Mittelmaß und wird zudem noch von einem penetrant klebrigen Soundtrack versüßt, der die zahlreichen heldenhaften Ansprachen im Pathos ertränkt.“

„Derlei Sportfilme gibt es zu Hauf. Und allesamt sind sie derart langweilig wie dieser neue Streifen, der nichts Neues zu erzählen weiß und ein Klischee dem nächsten folgen lässt. Da hilft es auch nichts, dass die Handlung einer wahren Geschichte folgt.“

## Auszeichnungen
2006 wurde der Film mit dem ESPY Award als bester Sportfilm ausgezeichnet.

## Historischer Hintergrund
Der Film rekonstruiert das Finale der NCAA 1966. Wie im Film dargestellt, gewann das Team des Texas Western College mit 72:65 gegen die Universität von Kentucky. Das besondere an dem Spiel war, dass Texas die erste Mannschaft war, in der ausschließlich schwarze Spieler aufliefen.
Die im Film dargestellten Personen sind nicht fiktiv. Das ursprüngliche 1966er Team des Texas Western College bestand aus: David Lattin, Bobby Joe Hill, Willie Cager, Willie Worsley, Jerry Armstrong, Orsten Artis, Nevil Shed, Harry Flournoy, Togo Railey, Louis Baudoin, Dick Myers, David Palacio und Anthony Derrer. Trainer war Don Haskins, der Trainer der Finalgegner Adolph Rupp.

## Filmischer Hintergrund
Der Film spielte in den USA ca. 42,6 Millionen US-Dollar ein.
Für James Gartner, der bislang Werbefilme drehte, war es das Regiedebüt bei einem Spielfilm. Auch für Darsteller Schin A. S. Kerr sowie die Drehbuchautoren Chris Cleveland und Bettina Gilois war es die erste Arbeit an einem Kinofilm. Der echte Don Haskins hat einen Cameo-Auftritt als Tankwart.
Technischer Berater für die Sportsequenzen des Films war Tim Floyd, der aktuelle Coach des Herren-Basketball-Teams der University of Southern California.

## DVD-Veröffentlichung
Im September 2006 erschien über Buena Vista Entertainment der Film in Deutschland auf DVD (ABN: B000GAL4ZO).

## Soundtrack
- Sweet Music von Alicia Keys (MBK/J Records)
- Uptight von Stevie Wonder (Universal Music Enterprises)
- Woo-Hoo von Rock A-Teens (Rhino Entertainment Company)
- Rave On von Buddy Holly (Universal Music Enterprises)
- Kaw Liga von Hank Williams (Universal Music Enterprises)
- If We Never Needed the Lord Before We Sure Do Need Him Now von Mahalia Jackson (Columbia Records)
- I Can’t Get Next to You von The Temptations (Universal Music Enterprises)
- I’m Blue von The Ikettes (Atco Records)
- Last Night von The Mar-Keys (Atco Records)
- Shake It Up Baby von The Isley Brothers (King Records)
- My Guy von Mary Wells (Universal Music Enterprises)
- Function at the Junction von Shorty Long (Universal Music Enterprises)
- My Home is on the Delta von Muddy Waters (Universal Music Enterprises)
- Can You Do It von The Contours (Universal Music Enterprises)
- Burnt Biscuits von The Triumphs (Atco Records)
- I’m on My Way to Canaan von Mahalia Jackson (Columbia Records)
- Baby Love von The Supremes (Universal Music Enterprises)
- Jordan River von Shirley Cesar (Liquid 8 Records)
- Green Onions von Booker T. & the M.G.s (Atlantic Recording)
- I’ve Been Loving You Too Long von Otis Redding (Atco Records)
- Ain’t That Good News von The Meditation Singers (Specialty Records)
- Going to a Go-Go von Smokey Robinson & The Miracles (Universal Music Enterprises)
- Shotgun von Junior Walker & The All Stars (Universal Music Enterprises)
- You’re a Wonderful One von Marvin Gaye (Universal Music Enterprises)
- Get Ready von The Temptations (Universal Music Enterprises)
- Ain’t That Peculia von Marvin Gaye (Universal Music Enterprises)
- Down in the Boondocks von Billy Joe Royal (Columbia Records)
- The Ballad of the Green Berets von Barry Sadler (RCA Records)
- Road Runner von Junior Walker & The All Stars (Universal Music Enterprises)
- Dancing in the Street von Martha & The Vandellas (Universal Music Enterprises)
- These Arms of Mine von Otis Redding (Atco Records)
- People Get Ready von The Impressions (Universal Music Enterprises)
- People Get Ready von Alicia Keys und Lyfe Jennings (MBK/J Records und Sony Urban Music)
- I Will Make the Darkness Light von Alicia Keys (MBK/J Records)